# Ghetto d'Odessa
Il Ghetto d'Odessa è stato uno dei più ampi tra i ghetti nazisti della seconda guerra mondiale nei territori conquistati in seguito all'invasione tedesca dell'Unione Sovietica. Istituito a fine ottobre 1941 nel distretto di Slobodka, servi' come luogo di raccolta per i circa 35.000 ebrei sopravvissuti al massacro di Odessa perpetrato nell'ottobre 1941 dalle milizie rumene, nel corso del quale perirono tra i 25.000 e i 34.000 ebrei della città. Nel gennaio 1942 il ghetto di Odessa fu liquidato e i circa 20.000 ebrei ancora in vita furono deportati nei campi della regione di Berezovka dove troveranno la morte.

## La storia
Porto sul Mar Nero nell'Ucraina sudoccidentale, nel 1939 Odessa aveva una popolazione di quasi 600.000 abitanti. Circa 180.000 di loro erano ebrei, il 30% del totale. Il 22 giugno 1941, la Germania nazista e i suoi alleati dell'Asse, inclusa la Romania, invasero l'Unione Sovietica. Nell'agosto del 1941, le truppe rumene attaccarono Odessa. La città si arrese il 16 ottobre 1941, dopo due mesi di assedio. Odessa divenne la sede amministrativa della Transnistria (l'area dell'Ucraina tra i fiumi Bug e Dniester, che rimase sotto il controllo rumeno tra il 1941 e il 1944). 
Almeno metà della popolazione ebraica della città era fuggita prima che le truppe dell'Asse circondassero la città. A Odessa erano rimasti intrappolati circa 80.000-90.000 ebrei. Gli arresti, le violenze e gli eccidi cominciarono immediatamente. Nei giorni immediatamente seguenti la conquista di Odessa circa 8.000 "comunisti" furono uccisi in fucilazioni sommarie, tra cui molti ebrei.
Il 22 ottobre 1941, una bomba esplose nel quartier generale militare rumeno a Odessa, uccidendo 67 persone, tra cui il comandante militare rumeno, altri 16 ufficiali rumeni e quattro ufficiali navali tedeschi.
Usando l'incidente come pretesto, le unità dell'esercito rumeno scatenarono come rappresaglia una feroce caccia agli ebrei della città. Gia' nella notte del 22 ottobre centinaia di ebrei e comunisti furono uccisi o impiccati in varie zone della città. Il 23 ottobre, 19.000 ebrei furono raccolti in una piazza pubblica nell'area del porto e a migliaia massacrati a colpi di mitraglia, o bruciati vivi in alcuni edifici cui fu data fuoco. Nel pomeriggio dello stesso giorno 20.000-25.000 ebrei, tra cui donne, bambini e anziani, furono riuniti nel carcere locale e poi portati con una marcia forzata nel villaggio di Dalnik. Anche lì, il giorno successivo, le milizie rumene aprirono il fuoco contro i prigionieri, altri furono rinchiusi in magazzini che poi furono incendiati. Complessivamente, le vittime del massacro di Odessa furono tra i 25.000 e i 34.000.
Il 25 ottobre 1941, le autorità rumene ordinarono che i restanti 35.000 ebrei di Odessa fossero confinati in un ghetto nel sobborgo di Slobodka, situato ai margini della città. Gli edifici del quartiere di Slobodka erano stati in gran parte distrutti nel corso dei combattimenti e buona parte degli ebrei lì deportati dovettero passare le notti all'aperto; a migliaia morirono per il freddo, le malattie, la fame, e le esecuzioni sommarie che proseguirono senza tregua. Tra il 13 e il 23 gennaio 1942, il ghetto di Odessa fu liquidato e la polizia e il personale militare rumeni deportarono i 19.295 ebrei sopravvissuti nei campi amministrati dalla Romania nella regione di Berezovka in Transnistria, inclusi Bogdanovka, Domanevka e Akhmetchetka, dove la maggior parte di loro sara' massacrata nei mesi successivi. 
Quando l'esercito sovietico liberò Odessa il 10 aprile del 1944, vi si troveranno solo poche centinaia di ebrei ancora in vita. Complessivamente 115.000 ebrei e 15.000 rom furono massacrati nella regione delle Transnistria, tra di essi la quasi totalità degli 80.000 ebrei di Odessa.

## La memoria

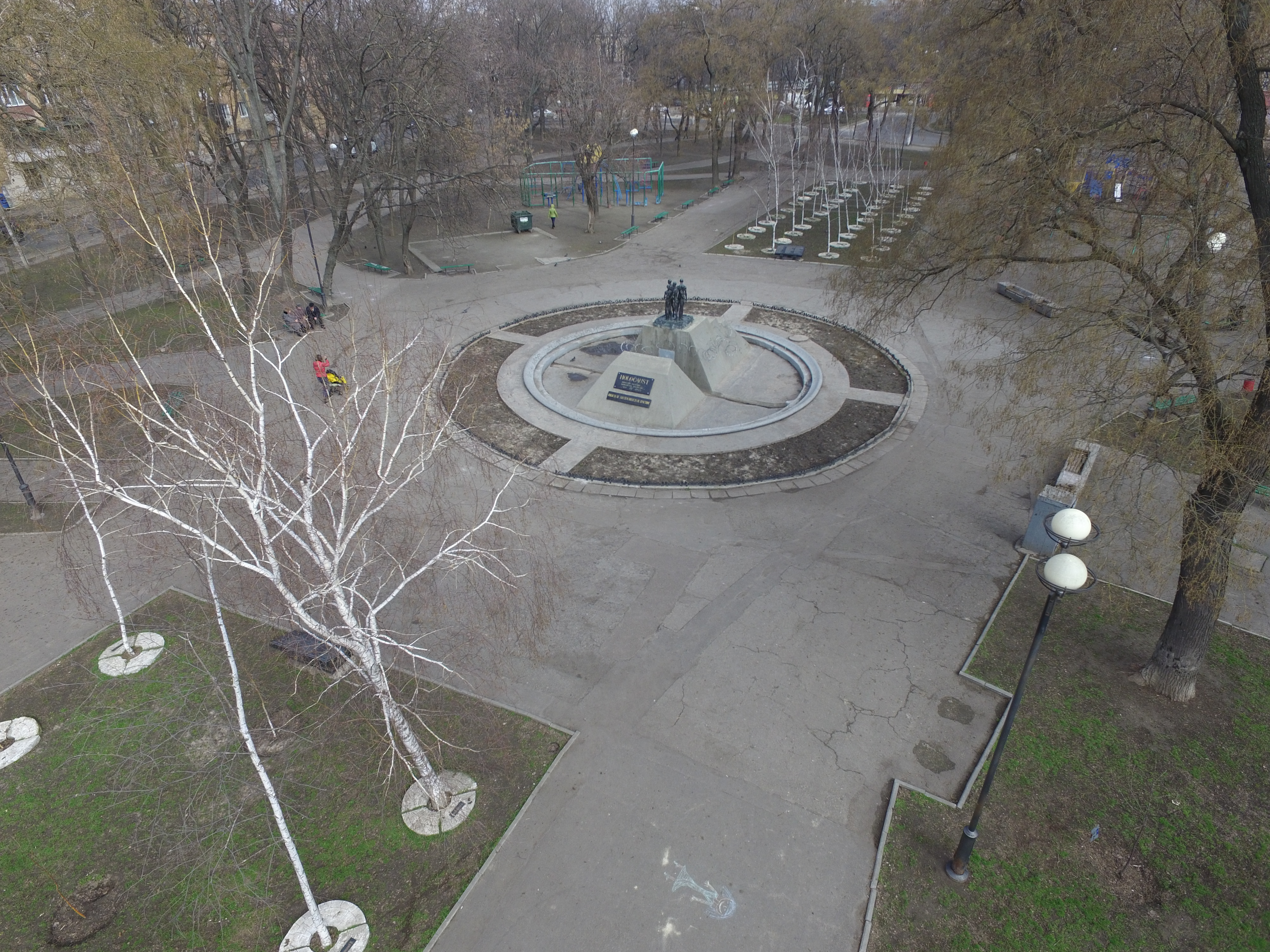
Memoriale dell'Olocausto a Odessa

Agli inizi del 1990 fu collocato nella piazza Prokhorovsky a Odessa un monumento in memoria delle vittime dell'Olocausto. Delle file di alberi furono aggiunte in onore dei giusti tra le nazioni ucraini che a rischio della vita protessero le vite di molti ebrei della città. Nel 2004 una scultura di Zurab Konstantinovič Cereteli fu collocata a completare il complesso monumentale.